# 伊集院氏
伊集院氏（いじゅういんし）は、日本の氏族。著名な一族として薩摩島津氏の一族が挙げられる。

## 薩摩伊集院氏発祥
島津氏第2代当主・島津忠時の七子・忠経の四子・俊忠が薩摩国日置郡伊集院地頭職を得たことから始まる。伊集院氏は紀貫之に連なる紀姓の一族であるが、実際に「伊集院」を名乗ったのは俊忠の子、久兼からとも言われている。一族の数は島津氏支流の中でも突出して多く、家老に上り詰めた人物もいれば、足軽身分にまで身を落とした者まで多岐に渡る。明治時代の元勲である伊集院兼寛、伊集院五郎もこの支流の出身と思われる。

### 伊集院領主時代
第5代・忠国の時、南北朝時代が本格化する。当初忠国は島津宗家とともに北朝方にあったが、途中南朝方に加勢し入来院氏ら渋谷五族（高城氏、東郷氏、祁答院氏、鶴田氏）、菱刈氏を糾合、島津宗家と争いを繰り広げている。島津宗家が足利尊氏とともに南朝方に加わって以降の動向は不明だが、長らく島津氏の記録では「賊徒」とされていた。
島津宗家が九州探題・今川了俊と対立すると、第6代久氏は了俊からの誘いを断り宗家側につき今川勢を破る。以後伊集院氏は島津家の中で大きな発言力を持つようになる。第7代・頼久の代には宗家第7代当主・島津元久の死後、嫡子・煕久に宗家を継がせようとして元久の甥・久豊と対立。伊集院頼久の乱と呼ばれる大乱を引き起こした。両者は後に和解した。
第8代・煕久は伊集院郷石谷村（現在の鹿児島市石谷町）の所領を巡り町田高久と対立し、煕久が町田高久を一宇治城に招き妙円寺の山門付近で高久らを迎え討ち殺害したことに端を発し、再び島津宗家と対立する。宗家第9代当主・忠国に居城の一宇治城を攻められ煕久は肥後へ亡命。忠国・頼久・煕久の代には島津宗家と婚姻を重ね一時は宗家を凌ぐ領地を支配していた、と伝えられる伊集院家は没落する。
1. 俊忠（生没年不詳）
2. 久兼
3. 久親
4. 忠親
5. 忠国
6. 久氏
7. 頼久
8. 煕久

### 島津家家臣としての伊集院氏
煕久が亡命した後、弟の倍久は伊作家の島津忠良に従った。倍久の孫の忠朗より忠倉・忠棟の三代は代々島津家の家老として活躍する。忠棟は第16代当主・義久の筆頭家老となり各地を転戦した。島津家が豊臣秀吉に降伏すると、忠棟は秀吉に気に入られ日向都之城に8万石の大封を得ている。しかし、その行動に不満を覚えた島津忠恒（島津義弘の子）によって誅殺された。忠棟の子の忠真は父の死を知り所領の日向都城で反乱を起こすが（庄内の乱）、和解した後に一族ともども忠恒に殺害された。
- 忠朗
- 忠倉
- 忠棟
- 忠真

### 江戸時代の伊集院氏
伊集院煕久は肥後国へ亡命したが、孫の伊集院久雄の代に島津家へ帰参している。後に薩摩藩初代藩主・家久の九子・十二子が入り家督を継いだ。所領は大隅桑原郡中津川村。

### 明治以降の伊集院氏
薩摩伊集院氏から複数の家が勲功により華族となった。伊集院兼寛（海軍少将兼海軍少輔、元老院議官、貴族院議員）は子爵、伊集院五郎（海軍元帥）は男爵、伊集院彦吉（外務大臣、外交官）は男爵にそれぞれ叙されている。

#### 伊集院子爵家
明治政府高官伊集院兼寛の家。近世には薩摩藩士だった家系で、維新時に国事に奔走した兼寛は、維新後に鹿児島藩大参事をへて、大蔵省に出仕し、ついで海軍省に転属。明治7年に海軍少将・海軍少輔、明治11年に元老院議官に就任。明治20年5月24日には勲功により華族の子爵位を与えられた。明治23年には貴族院の子爵議員に当選して務め、錦鶏間祗候も仰せつかった。なお兼寛の姉須賀は西郷隆盛の最初の妻だった。
兼寛の婿養子兼知（本荘宗武子爵三男。兼寛の長女春の夫）は明治29年に主猟官に就任したのを経て、明治31年の養父の死去で爵位と家督を相続。明治37年に貴族院の子爵議員に初当選し、以降五回当選して研究会に所属。昭和前期に伊集院子爵家の住居は東京市芝区三田にあった。
昭和14年に兼知が隠居した後は兼高が爵位と家督を相続。彼も貴族院の子爵議員を務めた。兼高夫人菊子は千種有梁子爵の三女。

#### 伊集院男爵家（五郎）
海軍大将・元帥伊集院五郎の家。近世には薩摩藩士だった家系で、五郎は、戊辰戦争に従軍後、明治4年に海軍兵学寮に入り、英国留学中に英国海軍に籍を置き、水雷の研究に従事。明治36年には中将に昇進するとともに海軍軍令部次長に就任し、日露戦争では五郎が開発した伊集院信管が威力を発揮するなど戦功を挙げ、功一級金鵄勲章を授与され、また明治40年8月にその勲功により華族の男爵位を与えられた。明治42年に軍令部長に就任し、明治43年に大将に昇進。大正6年に元帥府に列せられた。
大正10年に五郎が死去した後、長男の松治が爵位と家督を相続。松治も海軍軍人で、昭和18年に少将に昇進したが、昭和19年5月に南支那海方面で戦死し、中将に特進。松治の代の昭和前期に伊集院男爵家の住居は東京市麹町区永田町にあった。松治の死後、娘婿の實韶（正親町公和伯爵の三男。松治の長女稻子の夫）が爵位と家督を相続した。

#### 伊集院男爵家（彦吉）
外務大臣を務めた外交官伊集院彦吉の家。近世には薩摩藩士だった家系で、彦吉は東京帝国大学法科卒業後、外交官となり、明治41年には駐清国特命全権公使、大正5年に駐イタリア特命全権大使を務め、第一次世界大戦後のパリ講和会議には日本全権委員として参加。その勲功により大正9年9月に華族の男爵位に叙せられた。その後外務省情報部長・関東長官などを務めたのを経て、大正12年の第2次山本内閣に外務大臣として入閣。彦吉夫人の芳子は大久保利通の長女。
大正13年に彦吉が死去した後、長男の虎一が爵位と家督を相続。彼の代の昭和前期に男爵家の住居は東京市目黒区上目黒にあった。

## 系譜
```
　　 
忠経

      ┣━┳━━┓
　 　
宗長
 
忠光
 
俊忠

　　　　　 　　 ┃
　　 　　　　　
久兼

　　　　　　　　┃
　　 　　　　　
久親

　　　　　　　　┃
　　 　　　　　
忠親

　　　　　　　　┃
　　 　　　　　
忠国

　┏━━━━━━╋━┳━━┳━━┳━┳━━┳━┳━━┳━┳━━┳━┳━┓
忠貞 　　　　　
久氏
 久影 義久 忠季 俊久 忠治 久俊 忠治 久光 久義 女
　┃　┏━┳━━╋━┳━━┳━━┓　　　　　　┣━━━━┓
久矩 景祐 景久 
頼久
 久勝 忠氏 忠兼 　　　　　久慶　　　久昌
　　　　　┏━━╋━┳━━┳━━┳━┓　　　　┃　　　　┃　　　　
　　　　  徳久 
煕久
 継久 女　 
倍久
 忠俊 　　 久延 　　　？
　　　　　　　　┣━┳━━┓　　┣━┓　　　　┣━━┓　┃
　　　　　　　 経久 長久 季久 
忠公
 忠胤 　　 久乗 久通 久道
　　　　　　　　┃　　　　　　　┃　┃　　　　┃　　┃　┃
　　　　　　　 久雄　　　　　 
忠朗
 
久宣
 　　 忠告 忠家 
久治

　　　　　　　　┃　　　　　　　┃　┃　　　　　　　┃　┃
　　　　　　　 忠増　　　　　 
忠倉
 忠許　　　　　 久重 久元
　　　　      　┃　　　　　　　┣━┓　　　　　　　　　∥
　　　　　　　 忠能　　　　　 
忠棟
 春成　　　　　 　　 忠栄
　　　　　　　　┣━┓　　　　　┣━┳━━━┓　　　　　∥
　　 　　　　　
久族
 久近 　　 
忠真
 小伝次 三郎五郎　　 久国
　　　　　　　　∥　　　　　　　　　　　　　　　　　　　∥
　　　　　　　松千代丸　　　　　　　　　　　　　　　　 久孟
　　　　　　　　∥　　　　　　　　　　　　　　　　　　　┃
　　 　　　　　
久朝
　　　　　　　　　　　　　　　　　　久盈
　　　　　　　　┃　　　　　　　　　　　　　　　　　　　┃
　　 　　　　　
久弘
　　　　　　　　　　　　　　　　　　久郷
　　　　　　　　┃　　　　　　　　　　　　　　　　　　　┃
　　 　　　　　
久矩
　　　　　　　　　　　　　　　　　　久備
　　　　　　　　┃　　　　　　　　　　　　　　　　　　　┃
　　 　　　　　久馮　　　　　　　　　　　　　　　　 ？
　　　　　　　　┃　　　　　　　　　　　　　　　　　　　┃
　　　　　　　 
久通
　　　　　　　　　　　　　　　　　　久文
　　　　　　　　┃　　　　　　　　　　　　　　　　　　　┃
　　 　　　　　
久房
　　　　　　　　　　　　　　　　　　久成
　　　　　　　　┃
　　 　　　　　
久甫

　　　　　　　　┃
　　 　　　　　
久彬

　　　　　　　　┃
　　 　　　　　
久照

注）━は実子、＝は養子
　　忠国の女は
島津氏久
の室・
元久
の母
　　頼久の女は
島津久豊
の室
```

## 一族・庶流
- 麦生田氏（むぎうだし）
伊集院忠国の四男である麦生田義久が麦生田（現在の日置市伊集院町麦生田）を領したことに始まる。
- 猪鹿倉氏（いかぐらし）
伊集院忠国の子、忠貞が猪鹿倉（現在の日置市伊集院町猪鹿倉）を領したことに始まる。嫡流は都城島津氏の家臣となる。
- 日置氏（へぎし）
伊集院忠国の子、久影が日置（現在の日置市日吉地域の一部）を領したことに始まる。また、伊集院系日置氏とは別に、伊作平氏系日置氏と大江姓系日置氏もあり。
- 今給黎氏（いまきいれし）
伊集院忠国の子・久俊が、給黎郡喜入郷を領したのが始まり。後に伊集院に復姓し、伊膳家（一所持）と隼衛家（寄合衆）が生じる。後に伊集院久信（別名・東久春）が出た。
- 土橋氏（つちはしし）
伊集院忠国の子・久光が、伊集院郷の土橋村（現在の日置市伊集院町土橋）を領したのが始まり。
- 飛松氏（とびまつし）
伊集院忠国の子・久義を祖とする。後に嫡流は伊集院に復姓。庶流の一部は「富松氏」を称する。
- 大重氏（おおしげし）
伊集院忠国の子、忠季が大重を領したことに始まる。
- 黒葛原氏（つづらはらし）
伊集院忠国の子・俊久を祖とする。
- 春成氏（はるなりし）
伊集院忠国の子である久影の、その子・久智を祖とする。
- 古垣氏（ふるがきし）
伊集院忠国の子である久影の、その子・久禄が日置郡古垣名を領したのが始まり。
- 有屋田氏（ありやだし）
伊集院忠国の四男である麦生田義久の次男忠房が有屋田（現在の鹿児島市有屋田町）を領したことに始まる。その子有屋田頼久が有屋田城を築城。有屋田氏は慶長5年（1600年）に日向国高岡郷（現在の宮崎市高岡町）に移された。
- 石原氏（いしはらし）
伊集院忠国の弟・忠光を祖とする。伊集院系以外には、加治木木田村伊勢大神宮の勧請者の石原氏も薩摩にはある。
- 入佐氏（いりさし）
伊集院久氏の子・景久が入佐（現在の鹿児島市入佐町）を領したのが始まり。
- 南郷氏（なんごうし）
伊集院久氏の子・忠氏が、日置郡南郷を領したのが始まり。
- 大田氏(おおたし)
伊集院久氏の子・久勝が、日置郡大田を領したのが始まり。
- 丸田氏（まるたし）
伊集院頼久の子・孝久を祖とする。
- 堀之内氏（ほりのうちし）
伊集院庶流の忠利を祖とする。

- 四本氏（よつもとし）
- 松下氏（まつしたし）
- 知覧氏（ちらんし）
- 門貫氏（かどぬきし）
- 福山氏（ふくやまし）

## 関連事項
- 島津氏
- 薩摩藩